# 이재호 (프로게이머)
이재호(1990년 3월 28일 ~ )는 대한민국의 전직 스타크래프트, 스타크래프트 II 프로게이머이다. 웅진 스타즈 소속이었으며 Light[aLive]라는 아이디이며, 종족은 테란이다. 별명은 슈퍼테란, 투명테란, [들루프]dlwogh(한/영을 잘못 친 오타에서 유래), 투혼테란으로 알려져있다.
아이디를 NoN.ge로 변경했다가 다시 Light[aLive]로 변경했다.
2005년부터 프로게이머 활동을 시작하였으며, 2006년에 상반기 드래프트에서 POS(현 MBC게임 히어로)의 1차 지명으로 입단하여 프로리그와 개인리그에서 활약하였고 2011년 2월 28일자로 웅진 스타즈로 소속팀을 옮겼다. 소속팀을 웅진으로 옮긴 이후 웅진의 주장 자리를 맡았다. 저그전과 테란전은 매우 강했으나, 프로토스전은 많이 약했다.
비록 약하다고 평가받던 프로토스전이었으나, 신한은행 프로리그 09-10 위너스 리그에서는 SKT T1을 상대로 본인의 별명인 중후반의 지배자로서의 각성을 발휘, 도택명을 잡고 올킬을 이룩한 적도 있을 정도로 몇 안 되는 테란 강자로 평가받기도 한다.

## 개요

#### 신인시절
2006년프로게임단 P.O.S를 MBC게임이 인수 하여 MBC게임 HERO 스폰서 팀으로 새롭게 창단되었다. MBC게임 소속 이재호는 당시 MBC게임측에서 주최한 프로게임단 신예들을 초청한 슈퍼루키 토너먼트에서 우승을 차지하며 당시 온게임넷 듀얼 토너먼트에서 무서운 기량을 보여주며 스타리그에 입성한 팀동료 염보성(당시 17세)과 함께 스타판 최고의 유망주로 주목을 받게 되었다.

#### 양산형 테란의 오명
2006년 후반기 신한은행 스타리그 S2 /S3와 곰TV MSL S4에 연속해서 진출 하면서 차세대 테란의 강자로써 주목을 받게 되나 리그의 중요한 길목에서 번번히 색깔있는 플레이를 모여주지 못하고 무너지자 팬들 사이에선 양산형 테란이라는 비난을 받기도 했다.

#### 개인리그의 팀킬
이재호의 개인리그 성적에 항상 발목을 잡는 원인은 특징없는 플레이 스타일 뿐만 아니라 토너먼트에서 항상 자신의 팀원과의 경기도 그중 하나였다. 특히 김택용(당시 MBC게임)에게 곰TV MSL 시즌1, 곰TV MSL 시즌2에서 8강과 16강에서 각각 분패하여 높은 커리어를 기록하지 못했다. 2007년 염보성과 스타리그예선 듀얼토너먼트에서도 최종전에서 탈락하며 팀킬전에 약세를 보였다.

#### 재호스리그
신한은행 프로리그 09-10 위너스리그에서 이재호는 프로게이머 데뷔 이래 최고의 활약을 선보인다. 위너스리그 09-10에서 이재호는 공군 ACE, 이스트로, SK텔레콤T1 상대로 3번의 올킬을 기록 팀을 위너스리그 플레이오프 2위, 포스트 시즌에서도 2킬을 달성하며 위너스리그 09-10 결승행을 견인하였다.

#### 생애 첫 개인리그 4강
빅파일 MSL 2010에 진출한 이재호는 32강에서 배틀마스터 정종현, 곡예사 김구현을 꺾고 2승으로 16강 진출에 성공했고 16강에서는 위메이드 폭스의 신노열을 2-1로 꺾고 8강에 진출했으며 8강에서는 대한항공 스타리그 2010 Season 1 우승자인 김정우를 3-1로 잡아내며 생에 첫 개인리그 4강 진출에 성공한다.

#### 저그의 재앙
신인 시절부터 저그전에 강세를 보였던 이재호는 신한은행 프로리그 09-10시즌에 접어들면서 더욱 강력한 저그전을 보여주게 되는데 2010년으로 접어 들면서 저그의 재앙이라고 불릴 만큼의 경기력을 보여 주었다. 대부분의 저그선수들에게 상대전적에서 앞서 있거나 타이 혹은 따라잡을락 말락하며 특히 조일장과 김성대, 차명환에게는 각각 6전 전승, 4전 전승, 3전 전승일 정도로 매우 강하다.(다만 임의탈퇴한 한상봉에게는 상대전적에서 1:5로 밀려있다.) 2010년 13연승 이후에도 빅파일 MSL 4강전 이제동에게 3패를 추가 하기 전가지 대 저그전 24승 3패 [88.9%]였으며 2010년 대 저그전 승률은 32승 11패 [74.4%]를 기록하였다. 현재도 이재호의 저그전은 압도적으로 강하며 이때문에 "저그전의 달인"이라는 별명이 탄생되었다.

#### 프로토스전의 부진
이재호는 뛰어난 테란전과 저그전에 비해 프로토스전은 상대적으로 약한 면모를 보였다. 특히 한방 전투싸움에서 많이 대패하여 프로토스를 상대로는 그리 승률이 좋지 않았다.

#### 13년만의 개인리그 첫 우승
확실히 실력은 인정받을만했으나 유독 개인리그 우승과 인연이 없었던 이재호는 코리아 스타크래프트 리그 시즌 4 16강 D조 1경기에서 박지수를 3-1로 꺾고 승자전에 올랐고 승자전에서도 박재혁에 3-0 완승을 거두며 조 1위로 8강 진출에 성공했다. 그리고 8강에서 박성균을 3-1로 꺾고 빅파일 MSL 2010 이후 9년만에 개인리그 4강에 진출했으며 4강에서도 8강에서 '괴수' 도재욱을 꺾고 생애 첫 로열로더를 노리던 저그 신예 박상현을 상대로 첫 세트를 내준 이후 내리 4세트를 연달아 따내면서 데뷔 13년만에 사상 첫 개인리그 결승 티켓을 손에 넣었다. 그리고 결승전에서도 KSL 시즌 3 우승자인 '프로토스의 황제' 정윤종을 상대로 1세트와 3세트를 내주면서 위기를 맞았지만 1세트와 3세트에서 정윤종이 사용했던 전략을 완벽히 틀어막으면서 4-2의 승리를 거두고 데뷔 13년만에 생애 첫 개인리그 우승 트로피를 들어올렸다.

## 별명
- 빡재호 : '빡 돈(화난의 속어)재호'의 준말. 어느 스타커뮤니티에서 열렬한 몇 안되는 이재호의 팬이 있었는데, 가뜩이나 부진하던 이재호가 안 좋은 경기로 패배를 하자, 그 팬은 급기야 '김혁섭 코치님 빠따를 드세요' 라는 제목의 글을 쓰게 되었고, 그 내용은 '재호를 힘껏 때려달라. 테란밭에서 어중간하게 하면 너의 프로게이머 생명은 끝날 것'이라고 글을 올렸고 사람들은 팬들이 가끔 실망하여 그런 글을 올리는 경우가 많았었으므로, 그냥 보고 넘어갔다. 그런데 문제는 그 다음이었다. 우연히 그 사이트를 보고 있던 이재호가 그 글을 보게 되었고, 급기야는 자신이 글을 올려 그 팬의 닉네임 거론과 함께 '저 이때 정말 빡돌았습니다' 라는 제목의 글을 올리게 된다. 그 파장은 매우 컸고 그 팬은 그 일 이후로 사이트에서 종적을 감췄으며, 처음에는 프로게이머에 대한 태도를 반성하는 분위기로 가다가 몇몇 사람들의 꾸준글로 인해 웃음거리로 전락, 이재호는 '빡재호'라는 별명을 얻게 되고 그 이후 민찬기, 안상원을 잇는 빡라인의 시초가 되었다.
- 투혼테란 : 2008년 5월, 이재호는 40도에 달하는 열을 안고 아레나 MSL 2008 32강에 참가하게 된다. 비록 프로게이머 정명훈을 이기고 승자전에서 이성은에게 패하였지만, 최종전에서 마재윤을 이기고 16강에 오르는 투혼을 발휘하게 돼서 붙여지게 된 별명이다. 참고로, 경기가 끝난 뒤 이재호 선수는 곧바로 응급실로 향하였다고 한다. 그리고 2008년 8월 18일, 장염에 걸렸음에도 우정호, 허영무를 격파하여 인크루트 스타리그 16강에 진출했다.
- 재틀러 : 이재호가 웅진스타즈로 이적하면서 그동안 없던 존재감을 드러내었고, 소위 이른바 팀원들을 권력(?)으로 다스린다 하여 새롭게 생긴 별명이다. 또한 이미 차기 시즌 주장으로 임명이 되므로, 윤용태를 제외한 모든 팀원들을 다스리게 되었다. 이재호 본인도 이 별명이 마음에 든다고 하였다.
- 호 : 이재호가 아프리카TV로 개인방송을 하던 중, 본인을 3인칭화하며 부르다 점차 '호' 한 글자로 줄여서 부르게 되었다. 김택용이 본인을 용이라고 부른 것과 비슷하다. 이재호의 저그를 호그, 프로토스를 호로토스라고 부르기도 한다. 사용 예시로는 "호 물 좀 마시고 올게여", "호 명상 좀 할게여" 등이 있다.
- 아재호 : 본인의 이름인 이재호와 군대를 다녀온 이후의 모습이 아저씨(아재)와 유사해 합성어로 아재호라는 별명이 생김
- 북재호 : 게임할 때 스타팅 위치가 북쪽(11시, 1시 등..)에 위치하면 승률이 좋아서 생긴 별명, 이로 인해 북한 관련 드립 많이 나온다 (이는 아프리카 방송을 하다가 생긴 별명이다)

## 에피소드

### 재호녀 사건
2010년 어느 날, 한 여성팬이 이재호를 계속 응원하러 경기장에 왔었다. 그 여성팬 덕에 이재호는 투명테란이라는 별명을 벗어나는가 싶었으나, 이재호가 웅진 이적 후, 그 여성팬은 한동안 경기장에서 보이지가 않았다. '그 여성팬은 전격성 간염을 앓고 있어서 헌혈증이 필요하다' 고 이승원 해설이 트위터에 올렸으며, KT 롤스터 구단은 당시 백혈병 투병중이던 故 우정호 선수의 헌혈증을 기부하고 남은 헌혈증 100장을 기부하기도 했으며, 다행히도 현재는 건강하게 살고 있다고 한다. 이 여성팬은 이재호 선수와 중학교 동창이라는 소문이 있었지만, 이재호 선수 개인방송중에 자신은 남중남고를 나와 사실이 아니라고 답했다.

## 주요 기록

### 전적
통산전적 (13.05.04 기준, 스타2 전적포함)
|             | 경기 | 승-패   | 승률  |
| ----------- | ---- | ------- | ----- |
| 대 테란     | 152  | 83–69   | 54.6% |
| 대 저그     | 160  | 109–51  | 68.1% |
| 대 프로토스 | 148  | 65–83   | 43.9% |
| 총합        | 460  | 257–203 | 55.9% |

### 개인리그
- 2005년 KTF BiGi KOREA e스포츠2005 아마추어 입상
- 2006년 4월 온게임넷 슈퍼루키 토너먼트 우승
- 2006년 8월 신한은행 스타리그 Season 2 24강
- 2006년 9월 곰TV MSL 시즌1 8강
- 2006년 11월 신한은행 스타리그 Season 3 24강
- 2007년 5월 2007 다음 스타리그 16강
- 2007년 6월 곰TV MSL 시즌2 16강
- 2007년 10월 곰TV MSL 시즌3 16강
- 2007년 11월 EVER 스타리그 2007 8강
- 2008년 2월 곰TV MSL 시즌4 8강
- 2008년 2월 곰TV 스타 인비테이셔널 16강
- 2008년 6월 아레나 MSL 2008 16강
- 2008년 8월 인크루트 스타리그 2008 16강
- 2009년 1월 BATOO 스타리그 08~09 36강
- 2009년 5월 박카스 스타리그 2009 36강
- 2009년 10월 EVER 스타리그 2009 36강
- 2010년 1월 NATE MSL 2009 8강
- 2010년 2월 대한항공 스타리그 2010 Season 1 36강
- 2010년 4월 하나대투증권 MSL 2010 32강
- 2010년 7월 대한항공 스타리그 2010 Season 2 36강
- 2010년 8월 빅파일 MSL 2010 4위
- 2010년 12월 피디팝 MSL 2010 32강
- 2011년 4월 ABC마트 MSL 2011 16강
- 2019년 11월 코리아 스타크래프트 리그 시즌4 우승
- 2020년 4월 아프리카TV 스타리그 시즌9 준우승
- 2022년 4월 아프리카TV 스타리그 시즌13 우승

### 협회 수상
- 2011년 12월 2011 대한민국 e스포츠대상 우정상

## 기타
- 스타크래프트 개인리그 10-10 클럽 달성 (스타리그 본선 10회, MSL 본선 10회 진출)